# Hudiksvall
Hudiksvall je město a obec v kraji Gävleborg ve Švédsku. Rozkládá na konci fjardu Hudiksvallsfjärden. V roce 2015 ve městě žilo 16 081 obyvatel. Město leží na Evropské silnici E4 ve vzdálenosti 80 km jižně od Sundsvallu 130 km severně od Gävle.

## Dějiny
Hudiksvall je po Gävle druhé nejstarší město Norrlandu, když mu udělil městská práva Jan III. Švédský v roce 1582.